# Kristof Schroé
Kristof Schroé (17 mei 1990) is een Belgisch turner. 

## Levensloop
Schroé heeft een topsportstatuut en combineert turnen met een studie industrieel ingenieur.

## Palmares

### 2014
- 5e EK rek 14,766 punten
- 11e EK team 250,829 punten
- BK allround 83,150 punten

### 2013
- 44e EK rek 13,300 punten
- 32e WK rek 14,333 punten

### 2012
- BK allround 85,000 punten

### 2010
- BK allround 80,650 punten